# Addensamento peribronchiale

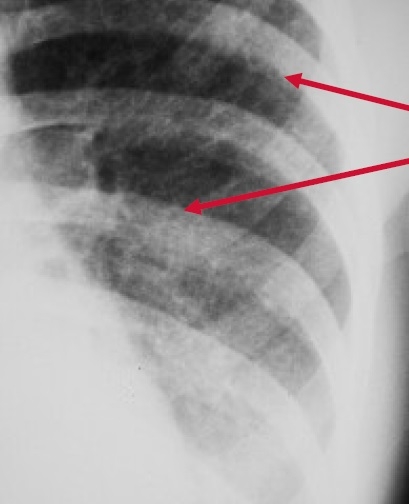
Esame radiografico del torace con addensamento peribronchiale.

L'addensamento peribronchiale, noto anche come ispessimento peribronchiale o ispessimento della parete bronchiale, è un segno radiologico che si verifica quando l'eccesso di liquido o l'accumulo di muco nei piccoli passaggi delle vie aeree del polmone provoca chiazze localizzate di atelettasia (collasso polmonare). Questo fa sì che l'area intorno al bronco appaia più prominente su una radiografia. È stato anche descritto, in letteratura scientifica, come segno della ciambella, considerando che il bordo è più spesso e il centro contiene aria.
L'addensamento peribronchiale è osservabile in una serie di condizioni tra cui:
- Bronchite acuta
- Asma dopo l'esercizio o durante un episodio acuto
- Bronchiolite
- Displasia broncopolmonare
- Insufficienza cardiaca congestizia
- Fibrosi cistica
- Malattia polmonare parenchimale diffusa
- Sforzo estremo attraverso l'esercizio fisico
- Sindrome polmonare da hantavirus
- Metapneumovirus umano
- Malattia di Kawasaki
- Cancro ai polmoni
- Polmonite
- Edema polmonare
- Inalazione di fumo

## Trattamento
Il trattamento specifico è specifico per la causa sottostante l'addensamento.